# Bradbury Building

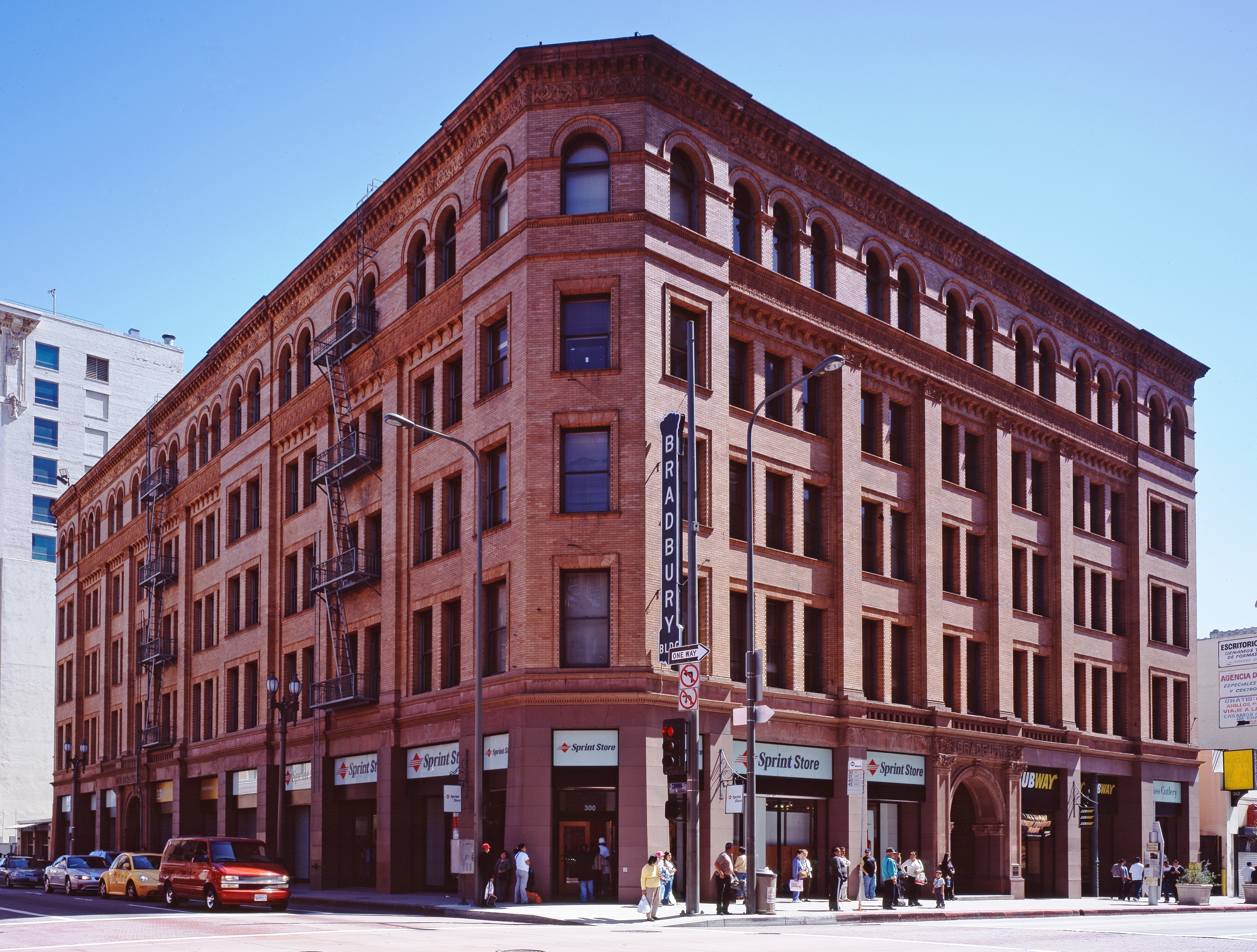
Fachada do Bradbury Building

O Bradbury Building é um prédio localizado no cruzamento das avenidas 304 Sul e 3º Oeste no Centro de Los Angeles, Estados Unidos. Considerado um marco arquitetônico, foi construído em 1893. A estrutura de cinco andares é conhecida pelo átrio das escadarias, que é iluminado pela luz natural, e seus ornamentos de ferro. O prédio foi comissionado por Lewis L. Bradbury, milionário do ramo da mineração de ouro, e construído pelo arquiteto George H. Wyman com design original de Sumner Hunt. O prédio aparece em várias obras de ficção e tem sido usado para diversas filmagens de filmes, TV e videoclipes.
O Bradbury Building foi incluído no Registro Nacional de Lugares Históricos em 1971, e foi designado Marco Histórico Nacional em em 1977, um dos quatro únicos prédios de escritório a receberem a honraria na cidade de Los Angeles.